# انجمن اعتباربخشی آموزش پرستاری
کمیسیون اعتباربخشی برای آموزش در پرستاری (ACEN) یکی از سه سازمان‌های اعتباربخشی برنامه‌های آموزش پرستاری در ایالات متحدهٔ آمریکا است. این انجمن توسط شورای اعتباربخشی آموزش عالی (CHEA) برای برنامه‌های آموزش پرستاری به رسمیت شناخته شده‌است. بودجهٔ این سازمان غیرانتفاعی، از طریق حقوق مدارس عضو تأمین می‌شود.
این انجمن برنامه‌های آموزش پرستاری از سطح کاردانی تا دکترا را اعتبار می‌بخشد. این انجمن همراه با هیئت‌های پرستاری دولتی، تعیین می‌کند که آیا فلان‌برنامه‌های پرستاری می‌توانند اعتبار داشته باشند یا نه. بسیاری از برنامه‌های پرستاری بر اساس استانداردهای ACEN سازماندهی می‌شوند.

## تاریخچه
در سال ۱۸۹۳، انجمن آمریکایی «سرپرستان مدارس آموزش پرستاران» تأسیس شد. مأموریت این سازمان ایجاد یک استاندارد جهانی برای آموزش پرستاران بود.
در سال ۱۹۳۸، «لیگ ملی برای آموزش پرستاری» (NLNE)، اعتباربخشی را برای برنامه‌های آموزش پرستاریِ ثبت‌شده آغاز کرد.
از سال ۱۹۶۴، بودجه فدرال برای آموزش پرستاری تحت قانون آموزشِ پرستاریِ ایالات متحده، مشروط به انطباق دانشکده‌های پرستاری با عنوانِ ششم قانونِ حقوق مدنیِ همان سال، اختصاص داده شد. در سال ۱۹۹۷، انجمن اعتباربخشی برای آموزش در پرستاری (ACEN) با انحصار اختیار برای انجام فرآیندهای اعتباربخشیِ پرستاری شروع به فعالیت کرد.
امروزه سه سازمان اعتباربخشیِ برنامه برای پرستاری در ایالات متحده وجود دارد.
مدیر عامل فعلیِ این انجمن، مارسال پی استول است.